# Пащенко Олексій Сергійович
Олексій Сергійович Пащенко (рос. Алексей Сергеевич Пащенко; 9 жовтня 1985, Бобровка, РРФСР — 8 січня 2023, Дворічне, Україна) — російський офіцер, старший лейтенант ЗС РФ. Герой Російської Федерації.

## Біографія
В 1992-2003 роках навчався в Шипуновській середній загальноосвітній школі. В листопаді 2003 року призваний в ЗС РФ, служив в десантно-штурмовому батальйоні 61-ї окремої бригади морської піхоти в Спутніку. Після закінчення строкової служби у 2005 році підписав контракт і продовжив службу в бригаді. У 2006/11 роках навчався в Новосибірському вищому військовому командному училищі за спеціальністю «застосування військової розвідки». Після закінчення училища командував розвідувальною ротою розвідувального батальйону 33-ї окремої бригади оперативного призначення внутрішніх військ МВС. Через певний час звільнився в запас, працював начальником пожежно-рятувальної частини в Ленінградській області, потім — старшим інспектором ТОВ «РЗД-Транспортна безпека».
В червні 2022 року знову підписав контракт з Міністерством оборони, щоб взяти участь у вторгненні в Україну, і був призначений заступником командира роти та інструктором з повітряно-десантної підготовки роти глибинної розвідки 138-ї окремої мотострілецької бригади. Загинув у бою. 3 лютого 2023 року був похований в рідному селі.

## Нагороди
- Медалі
- Орден Мужності (14 лютого 2023, посмертно)
- Звання «Герой Російської Федерації» (13 липня 2023, посмертно) — «за мужність і героїзм, проявлені під час виконання військового обов'язку.» 2 серпня медаль «Золота зірка» була вручена рідним Пащенка губернатором Санкт-Петербургу Олександром Бєгловим.

## Вшанування пам'яті
На пам'ятному знаку ВМФ в Шипуновському районному парку культури і відпочинку встановлена меморіальна дошка.